# Juan María Vázquez
Juan María Vázquez Rojas (Águilas, Murcia; 16 de septiembre de 1964) es un profesor universitario y político español, catedrático en la Universidad de Murcia y diputado por Murcia en el Congreso durante la XI y XII legislatura de diciembre de 2015 a noviembre de 2016, cuando fue nombrado secretario general de Ciencia e Innovación de noviembre de 2016, cargo que asumió hasta el 23 de junio de 2018. Es senador por Murcia en la XIV legislatura desde noviembre de 2019. 

## Biografía
Doctor en Veterinaria por la Universidad de Murcia, (1991) donde finalizó sus estudios en 1987. En 1993 comenzó su labor docente como profesor titular y en 2009 como catedrático de Medicina y Cirugía Animal en la Universidad de Murcia. Es miembro de la Real Academia de Ciencias Veterinarias de España, Academia de Ciencias de la Región de Murcia y miembro fundador de la Academia de Ciencias Veterinarias de la Región de Murcia.
Desde 1995 ha ocupado distintos cargos de responsabilidad en el ámbito universitario; hasta 1999 fue secretario de la Facultad de Veterinaria, entre 2006 y 2012 fue vicerrector de Investigación y entre 2008 y 2012 fue miembro de la ejecutiva y, posteriormente, secretario general de la Comisión de I+D de la Conferencia de Rectores de las Universidades Españolas.
Entre 2012 y 2014 fue director general de Investigación Científica y Técnica, en la Secretaría de Estado de Investigación, Desarrollo e Innovación del Ministerio de Economía y Competitividad, y en 2015 secretario general de Universidades en el Ministerio de Educación, Cultura y Deporte. En diciembre de 2015 fue elegido diputado por Murcia en el Congreso en 2016, dejó su escaño a Javier Ruano tras su nombramiento como secretario general de Ciencia e Innovación en noviembre de 2016 y presidente del Centro para el Desarrollo Tecnológico Industrial cargo que ocupó hasta junio de 2018. En noviembre de 2019 fue elegido senador por Murcia, siendo portavoz en el Senado de Ciencia e Innovación y portavoz de Universidades del Partido Popular.